# Oh Africa
Oh Africa – piosenka nagrana przez Akona, z gościnnym udziałem Keri Hilson, w ramach międzynarodowej akcji charytatywnej organizowanej przez markę Pepsi. Dochód ze sprzedaży utworu ma być przeznaczony na pomoc ubogiej młodzieży w Afryce.
Singel został wydany w formacie digital download, 31 stycznia 2010, w dzień rozdania Nagród Grammy. W utworze gościnnie występują także Soweto Gospel Choir oraz młodzi wokaliści z różnych krajów świata. Polskim artystą biorącym udział w projekcie jest piosenkarka muzyki pop, Ramona Rey.
Piosenka została wykorzystana w kampanii reklamowej Pepsi z 2010, zatytułowanej Orzeźwiaj Świat.

## Teledysk
Na początku teledysku Akon i Keri Hilson tańczą na tle kolorowych malowideł. Sceny te przeplatają ujęcia wokalistów z różnych krajów świata, na których twarzach namalowane są symbole i kolory występujące na flagach państwowych. Pod koniec wideoklipu pojawiają się portrety piłkarzy: Thierry’ego Henry’ego, Didiera Drogba, Kaká, Fernando Torresa, Lionela Messi, Franka Lamparda, Michaela Ballacka i Andrei Arshavina. Premiera klipu miała miejsce 31 stycznia 2010.

## Pozycje na listach
| Lista przebojów (2010) | Najwyższa pozycja |
| ---------------------- | ----------------- |
| UK Singles Chart       | 56                |